# TUMnanoSAT
TUMnanoSAT — це наносупутник і перший штучний супутник Молдови, побудований Технічним університетом Молдови. Проєкт виробництва супутника та його запуск було здійснено завдяки підтримці Агентства аерокосмічних досліджень Японії (JAXA) та Управління ООН з питань космічного простору (UNOOSA) після обрання у 4-ому раунді програми KiboCUBE. Програма є частиною ініціативи «Доступ до космосу для всіх» і дозволяє командам із країн, що розвиваються, і країн із перехідною економікою розробляти та виводити з МКС на орбіту малі супутники (CubeSat).
12 серпня 2022 року Республіка Молдова успішно вивела з Міжнародної космічної станції (МКС) у відкритий космос свій перший супутник, який доставила ракета Space X Falcon 9. Це було зроблено завдяки місії SpaceX CRS-25 у рамках програми НАСА Commercial Resupply Services. У цій місії Falcon 9 перевозив космічний корабель SpaceX Dragon 2, який містив стартову капсулу J-SSOD Японського агентства аерокосмічних досліджень (JAXA), всередині якої, у свою чергу, перебував TUMnanoSAT.

## Мета запуску
Запуск супутника було здійснено для дослідження технологій в різних модулях і підсистемах CubeSat. Вченими буде перевірено поведінку датчиків і отримано досвід із організації супутникового зв'язку, керування системою сонячного електроживлення та визначено довговічність електронних компонентів.
Завдяки розробці та експлуатації TUMnanoSAT, у Технічному університеті Молдови сподіваються залучити молодь Молдови до здобуття освіти в галузі математично-природничих наук (STEM) та стимулювати наукові дослідження у сфері вивчення космосу. Позитивні результати місії можуть сприяти подальшому розвитку космічної науки в Молдові задля підтримки її соціально-економічного розвитку. Вчені проводитимуть дослідження з визначення надійності електронних компонентів під впливом космічного випромінювання, а також тестуванні системи супутника для надійного постачання сонячної енергії, а також спостереження за поведінкою наносенсорів і мікросхем та інших датчиків супутника у відкритому космосі з метою визначення й оптимізації його продуктивності.

## Опис
Супутник «TUMnanoSAT» став вже четвертим за останні п'ять років малим супутником CubeSat, який було виведено у космос у рамках програми KiboCUBE. Перед цим на орбіту вирушили супутники з Кенії, Гватемали та Маврикію.
Після запуску TUMnanoSAT фахівці Технічного університету Молдови та Moldcell організували публічну лекцію, присвячену створенню та місії супутника, яку відвідали кілька дітей і підлітків, які ознайомилися з передовими інноваціями.